# Comic in der DDR
Der Begriff Comic galt in der DDR als zu westlich und war deshalb anrüchig. So entstand in der DDR die Idee, in der Tradition von Wilhelm Busch und Heinrich Zille etwas Eigenes zu schaffen, das man dem „Schund“ aus dem Westen entgegensetzen könnte. Mitte der Fünfzigerjahre wurde der Karikaturist Hannes Hegen vom Verlag Neues Leben beauftragt, sogenannte „Bildgeschichten“ zu gestalten, die aber möglichst nicht als Comic zu erkennen sein sollten. 1955 erschienen mit Atze und Mosaik die ersten Comic-Hefte in der DDR. Mosaik, in dem Hegens Bildgeschichten von den Kobolden Dig, Dag und Digedag zu lesen waren, wurde das Aushängeschild des DDR-Comics. Die von Lothar Dräger und Lona Rietschel geschaffenen „Abrafaxe“ beerbten ab 1975 in der Zeitschrift Mosaik die „Digedags“. Wie alle Medien der DDR waren auch die Comics nicht frei von propagandistischer Instrumentalisierung.